# Squeeze Me
Squeeze Me is een nummer van het Nederlandse muziektrio Kraak & Smaak uit 2008, ingezongen door de Britse dj Ben Westbeech. Het is de eerste single van Plastic People, het tweede studioalbum van Kraak & Smaak.
"Squeeze Me" leverde Kraak & Smaak een grote hit op in Nederland. Het nummer werd 3FM Megahit, en Dancesmash bij Radio 538. Kort daarop bleek de plaat ook internationaal op te vallen; het werd onder andere gebruikt in een aflevering van Crime Scene Investigation, en ook in een televisiecommercial voor de Amerikaanse online muziekdienst Rhapsody. De plaat bereikte de 6e positie in de Nederlandse Top 40 en kwam in Vlaanderen op de 4e positie in de Tipparade terecht. Buiten het Nederlandse taalgebied haalde de plaat, ondanks dat het wel bekendheid geniet, de hitparades niet.